# Derrick Kakooza
Derrick Kakooza (Kampala, 23 ottobre 2002) è un calciatore ugandese, attaccante del Tërbuni Pukë.

## Carriera

### Club

#### Gli inizi
Derrick Kakooza inizia a giocare a calcio nel Police, con cui esordisce nella Premier League Ugandese nella stagione 2019-2020. Nel gennaio 2022 si trasferisce nel Valmiera che partecipa al Virslīga, prima serie del campionato lettone.
Il 31 gennaio 2023 si trasferisce in Egitto, accordandosi a parametro zero con l'ENPPI.

### Nazionale
Con la nazionale Under-20 ugandese ha preso parte alla Coppa delle Nazioni Africane Under-20 2021, arrivando in finale e vincendo anche la classifica marcatori con 5 gol.
Esordisce nel marzo 2022 con la nazionale ugandese nella partita amichevole valida per la Coppa Nawruz contro il Tagikistan, entrando al 82° e partecipando ai tiri di rigore. Il 4 giugno esordisce in un match ufficiale, valido per le qualificazioni alla Coppa delle nazioni africane 2023, nella sconfitta per 2-0 contro l'Algeria.

## Statistiche

### Presenze e reti nei club
Statistiche aggiornate al 31 gennaio 2023.
| Stagione        | Squadra         | Campionato      | Campionato | Campionato | Coppe nazionali | Coppe nazionali | Coppe nazionali | Coppe continentali | Coppe continentali | Coppe continentali | Altre coppe | Altre coppe | Altre coppe | Totale | Totale |
| Stagione        | Squadra         | Comp            | Pres       | Reti       | Comp            | Pres            | Reti            | Comp               | Pres               | Reti               | Comp        | Pres        | Reti        | Pres   | Reti   |
| --------------- | --------------- | --------------- | ---------- | ---------- | --------------- | --------------- | --------------- | ------------------ | ------------------ | ------------------ | ----------- | ----------- | ----------- | ------ | ------ |
| gen.-giu. 2023  | ENPPI           | PL              | 0          | 0          | CE              | 0               | 0               | -                  | -                  | -                  | -           | -           | -           | 0      | 0      |
| Totale carriera | Totale carriera | Totale carriera | 0          | 0          |                 | 0               | 0               |                    | -                  | -                  |             | -           | -           | 0      | 0      |

### Cronologia presenze e reti in nazionale
| Cronologia completa delle presenze e delle reti in nazionale ― Uganda | Cronologia completa delle presenze e delle reti in nazionale ― Uganda | Cronologia completa delle presenze e delle reti in nazionale ― Uganda | Cronologia completa delle presenze e delle reti in nazionale ― Uganda | Cronologia completa delle presenze e delle reti in nazionale ― Uganda | Cronologia completa delle presenze e delle reti in nazionale ― Uganda | Cronologia completa delle presenze e delle reti in nazionale ― Uganda | Cronologia completa delle presenze e delle reti in nazionale ― Uganda |
| Data                                                                  | Città                                                                 | In casa                                                               | Risultato                                                             | Ospiti                                                                | Competizione                                                          | Reti                                                                  | Note                                                                  |
| --------------------------------------------------------------------- | --------------------------------------------------------------------- | --------------------------------------------------------------------- | --------------------------------------------------------------------- | --------------------------------------------------------------------- | --------------------------------------------------------------------- | --------------------------------------------------------------------- | --------------------------------------------------------------------- |
| 25-3-2022                                                             | Namangan                                                              | Uganda                                                                | 1 – 1                                                                 | Tagikistan                                                            | Amichevole                                                            | -                                                                     | 85’                                                                   |
| 29-3-2022                                                             | Namangan                                                              | Uzbekistan                                                            | 4 – 2                                                                 | Uganda                                                                | Amichevole                                                            | -                                                                     | 70’                                                                   |
| 4-6-2022                                                              | Algeri                                                                | Algeria                                                               | 2 – 0                                                                 | Uganda                                                                | Qual. Coppa d'Africa 2023                                             | -                                                                     | 81’                                                                   |
| 21-9-2022                                                             | Bengasi                                                               | Libia                                                                 | 0 – 0                                                                 | Uganda                                                                | Amichevole                                                            | -                                                                     | 46’                                                                   |
| 24-9-2022                                                             | Bengasi                                                               | Tanzania                                                              | 1 – 0                                                                 | Uganda                                                                | Amichevole                                                            | -                                                                     | 65’                                                                   |
| Totale                                                                |                                                                       | Presenze                                                              | 5                                                                     |                                                                       | Reti                                                                  | 0                                                                     |                                                                       |

## Palmarès

### Individuale
- Capocannoniere della Coppa delle nazioni africane Under-20: 1

Mauritania 2021 (5 gol)